# Канны-Ла-Бокка
Канны-Ла-Бокка (фр. Gare de Cannes-la-Bocca) — железнодорожная станция линии Марсель-Сен-Шарль — Вентимилья (граница). Расположена в Ла-Бокка — районе города Канны, на улице Луи Арман (фр. rue Louis Armand). Находится между станциями: на востоке (примерно в трёх километрах) — городской железнодорожный вокзал, на западе — станция Мандельё-ла-Напуль.
Оператор станции — Национальное общество французских железных дорог (SNCF). Станция обслуживает движение поездов TER.